# Deadshot
Deadshot (Floyd Lawton) is een fictieve antiheld/superschurk uit de Amerikaanse strips van DC Comics. Hij is een vijand van Batman. Deadshot verscheen als superschurk en heeft op heden meer de rol van antiheld. Het karakter verscheen voor het eerst in "Batman #59" (juni/juli 1950), gemaakt door Bob Kane, David Vern Reed en Lew Schrartz.

## Biografie als stripfiguur
In het DC Universum is hij vaak ingehuurd als moordenaar en beschikt over de meest hi-tech wapens. Hij heeft een cybernetisch verbeterd oog voor grotere nauwkeurigheid, is in het bezit van gemonteerde machinegeweren aan elke arm en wordt gezien als meester scherpschutter. Hij verschijnt voor het eerst in Gotham City als nieuwe misdaadvechter en wordt gaandeweg meer de tegenstander van Batman wanneer hij de Dark Knight (donkere ridder) wil vervangen. Deadshot eindigt uiteindelijk in de gevangenis door Batman en commissaris Gordon. Na het uitzitten van zijn straf keert hij terug en gaat hij aan het werk als huurmoordenaar. Hiervoor verandert hij zijn kostuum van hoge hoed en maatpak naar een rode overall. Zijn echte naam is Floyd Lawton. Bij de organisatie "Suicide Squad" speelt hij een belangrijke rol met zijn vaardigheden als scherpschutter en helpt het bereiken van de doelstellingen van de groep. Floyd Lawton had een zoon genaamd Edward Lawton (bijnaam: Eddie) die verscheen in de originele "Deadshot" serie en zal worden vermoord. In de tweedelige miniserie uit 2005 wordt ontdekt dat hij een dochter heeft met de naam Zoe. Deadshot verscheen ook in de reeks Infinite Crisis in het team "Secret Six".

## In andere media

### Suicide Squad
Het personage Deadshot is onder meer verfilmd in de film Suicide Squad uit 2016, waarin hij werd gespeeld door Will Smith. In de film worden niet alleen de sterke punten, maar ook de zwakke kanten van Deadshot verteld. Hiermee zien we dat hij alles over heeft voor zijn dochter Zoe.

### Arrow
Ook speelt Deadshot een rol in de live-action televisieserie Arrow waarin hij het moet opnemen tegen Green Arrow.

### Arkham spellen
Deadshot verschijnt in de Arkham spellen Batman: Arkham City en Batman: Arkham Origins. Voor beide spellen in een zij-missie. De stem van Deadshot werd ingesproken door Chris Cox.